# ولاستا فولتووا
ولاستا فولتووا (به انگلیسی: Vlasta Foltová) ژیمناست زادهٔ ۱۴ مارس ۱۹۱۳ میلادی اهل کشور چکسلواکی است.